# Пасічник-Тарнавський Теофіл
Теофіл Пасічник-Тарнавський (* 1897, м. Київ — † ? ) — учасник I-го Конгресу Українських Націоналістів, доктор філософії УВУ в Празі.

## Життєпис
Народився 1897 року в Києві. 

Провідні члени Легії Українських Націоналістів. Сидять зліва направо: Микола Сціборський, Микола Тобілевич, Теофіл Пасічник-Тарнавський, Леонід Костарів, Максим Загривний. Стоять зліва направо: Юрій Руденко, Юрій Артюшенко, Дмитро Пасічник, Роман Минів, Дмитро Демчук, Олександр Чехівський, Костянтин Дударів, Ярослав Герасимович

Перший Конґрес Українських Націоналістів у Відні, 1929 рік. Сидять зліва направо 1 ряд: Юліан Вассиян, Дмитро Андрієвський, Микола Капустянський, Євген Коновалець, Микола Сціборський, Яків Моралевич, Володимир Мартинець, Микола Вікул. Стоять зліва направо 2 ряд: Іван Малько, Осип Бойдуник, Максим Загривний, Євген Зиблікевич, Петро Кожевників, Дмитро Демчук, Леонід Костарів, Олесь Бабій, Ріко Ярий, Михайло Антоненко, Зенон Пеленський. Стоять зліва направо 3 ряд : Юрій Руденко, Ярослав Барановський, Степан Охримович, Степан Ленкавський, Андрій Федина, Ярослав Герасимович, Теофіл Пасічник-Тарнавський, Олександр Згорлякевич

Фото після арешту НКВС

Сотник Армії УНР. На еміграції проживав у Чехословаччині. Доктор філософії Українського Вільного Університету в Празі у 1929 році. 
Член Легії Українських Націоналістів в Подєбрадах. Брав участь у редагуванні офіційного пресового органу ЛУН «Державна Нація». (Членом Легії був і його брат Дмитро Пасічник).
Був учасником I-го Конгресу Українських Націоналістів 1929 у Відні. Працював під час Конгресу у військовій комісії.
Репресований НКВС після Другої світової війни. Подальша доля невідома.